# Afroedura transvaalica
Espèce
Synonymes
- Oedura transvaalica Hewitt, 1925

Afroedura transvaalica est une espèce de geckos de la famille des Gekkonidae.

## Répartition
Cette espèce se rencontre au Zimbabwe, au Botswana, au Mozambique et en Afrique du Sud.

## Taxinomie
La sous-espèce Afroedura transvaalica loveridgei a été élevée au rang d'espèce. En 2017, les études menées dans le parc national de Gorongosa au Mozambique montre que ce n'est pas A. transvaalica qui se trouve dans ce massif, mais une espèce distincte, baptisée A. gorongosa.

## Publication originale
- Hewitt, 1925 : On some new species of Reptiles and Amphibians from South Africa. Record of the Albany Museum, Grahamstown, vol. 3, no 4, p. 343-370.